# Consoană dentală
În fonetică, se numesc consoane dentale acele consoane al căror loc de articulare este la nivelul dinților. Mai exact ele se pronunță prin atingerea cu limba a părții posterioare a dinților.
Consoanele strict dentale sînt relativ rare, un exemplu fiind în limba engleză sunetul inițial din cuvântul thick /θɪk/ (gros). În mod tradițional însă, consoanele /t/, /d/, /n/, /l/, /r/ din limbile romanice (româna, italiana, spaniola, franceza, portugheza etc.) sînt clasificate drept consoane dentale, deși în prezent această clasificare este disputată de numeroși foneticieni. Ceea ce contează în primul rînd în producerea acestor sunete este care parte anume a limbii intră în contact cu palatul tare. Din acest punct de vedere există două variante:
- pronunțare laminală, în care fluxul de aer este blocat prin atingerea alveolelor dentale cu partea plată a limbii dinapoia vîrfului acesteia—acesta este cazul limbilor romanice;
- pronunțare apicală, în care partea activă este vîrful limbii—acesta este de exemplu cazul limbii engleze.

Importanța mai mare a contrastului laminal / apical față de contrastul dental / alveolar poate fi pusă în evidență prin observația următoare. Un vorbitor nativ al limbii române care, încercînd să reproducă exact pronunția consoanei /t/ din limba engleză, doar deplasează punctul de contact al limbii în direcția posterioară nu reușește o articulare corectă. Dacă în schimb atinge alveolele dentale numai cu vîrful limbii (chiar și fără o deplasare a punctului de contact) el va obține un sunet mai natural.
În limba română standard există cinci consoane care intră în această categorie, diferențiate după modul de articulare și caracterul sonor sau surd:
- /t/: consoană oclusivă dentală surdă;
- /d/: consoană oclusivă dentală sonoră;
- /l/: consoană spirantă laterală dentală;
- /r/: consoană vibrantă dentală;
- /n/: consoană nazală dentală;

În Alfabetul Fonetic Internațional există un semn diacritic special pentru a marca explicit că o consoană trebuie pronunțată dental; acesta are forma unei mici punți [  ̪ ] care se plasează sub simbolul consoanei. Astfel de exemplu consoana [t]&[d] pronunțată dental se notează [ t̪ ]&[ d̪ ]. În absența unei diferențe fonemice această scriere este în general neutilizată.
| Consoane Vezi și AFI, vocale. | Consoane Vezi și AFI, vocale.  | Consoane Vezi și AFI, vocale.  | Consoane Vezi și AFI, vocale.  | Consoane Vezi și AFI, vocale.  | Consoane Vezi și AFI, vocale. | Consoane Vezi și AFI, vocale. | Consoane Vezi și AFI, vocale. | Consoane Vezi și AFI, vocale. | Consoane Vezi și AFI, vocale. | Consoane Vezi și AFI, vocale. | Consoane Vezi și AFI, vocale. | Consoane Vezi și AFI, vocale. | Consoane Vezi și AFI, vocale. | Consoane Vezi și AFI, vocale. | Consoane Vezi și AFI, vocale. | Consoane Vezi și AFI, vocale. | Consoane Vezi și AFI, vocale. | Consoane Vezi și AFI, vocale. | Consoane Vezi și AFI, vocale. | Modificare               | Modificare               | Modificare               | Modificare               | Modificare               | Modificare               | Modificare               |
| Mod de articulare | Loc de articulare              | Loc de articulare              | Loc de articulare              | Loc de articulare              | Loc de articulare             | Loc de articulare             | Loc de articulare             | Loc de articulare             | Loc de articulare             | Loc de articulare             | Loc de articulare             | Loc de articulare             | Loc de articulare             | Loc de articulare             | Loc de articulare             | Loc de articulare             | Loc de articulare             | Loc de articulare             | Loc de articulare             | Loc de articulare        | Loc de articulare        | Loc de articulare        | Loc de articulare        | Loc de articulare        | Loc de articulare        | Loc de articulare        |
| Mod de articulare | Bi- labiale                    | Bi- labiale                    | Labio- dentale                 | Labio- dentale                 | Dentale                       | Dentale                       | Alveo- lare                   | Alveo- lare                   | Post- alveo- lare             | Post- alveo- lare             | Alveolo- palatale             | Alveolo- palatale             | Retro- flexe                  | Retro- flexe                  | Palatale                      | Palatale                      | Velare                        | Velare                        | Uvulare                       | Uvulare                  | Farin- gale              | Farin- gale              | Epi- glotale             | Epi- glotale             | Glotale                  | Glotale                  |
| Flux pulmonar |                                |                                |                                |                                |                               |                               |                               |                               |                               |                               |                               |                               |                               |                               |                               |                               |                               |                               |                               |                          |                          |                          |                          |                          |                          |                          |
| Oclusive | p                              | b                              |                                |                                | t̪                             | d̪                             | t                             | d                             |                               |                               |                               |                               | ʈ                             | ɖ                             | c                             | ɟ                             | k                             | ɡ                             | q                             | ɢ                        |                          |                          | ʡ                        | -                        | ʔ                        | -                        |
| Africate | p͡ɸ                             | b͡β                             |                                |                                | t̪͡θ                            | d̪͡ð                            | t͡s                            | d͡z                            | t͡ʃ                            | d͡ʒ                            | t͡ɕ                            | d͡ʑ                            | ʈ͡ʂ                            | ɖ͡ʐ                            | c͡ç                            | ɟ͡ʝ                            | k͡x                            | ɡ͡ɣ                            | q͡χ                            | ɢ͡ʁ                       |                          |                          | ʡ͡ʜ                       | -                        | ʔ͡h                       | -                        |
| Fricative | ɸ                              | β                              | f                              | v                              | θ                             | ð                             | s                             | z                             | ʃ                             | ʒ                             | ɕ                             | ʑ                             | ʂ                             | ʐ                             | ç                             | ʝ                             | x                             | ɣ                             | χ                             | ʁ                        | ħ                        | ʕ                        | ʜ                        | ʢ                        | h                        | ɦ                        |
| Sonante |                                |                                |                                | ʋ                              |                               |                               |                               | ɹ                             |                               |                               |                               |                               |                               | ɻ                             |                               | j                             |                               | ɰ                             |                               |                          |                          |                          |                          |                          | -                        | -                        |
| Vibrante |                                | ʙ                              |                                |                                |                               | r̪                             |                               | r                             |                               |                               |                               |                               |                               |                               |                               |                               | -                             | -                             |                               | ʀ                        |                          |                          |                          |                          | -                        | -                        |
| Bătute |                                |                                |                                | ⱱ                              |                               |                               |                               | ɾ                             |                               |                               |                               |                               |                               | ɽ                             |                               |                               | -                             | -                             |                               |                          |                          |                          |                          |                          | -                        | -                        |
| Africate laterale | -                              | -                              | -                              | -                              |                               |                               | t͡ɬ                            | d͡ɮ                            |                               |                               |                               |                               |                               |                               |                               |                               |                               |                               |                               |                          | -                        | -                        | -                        | -                        | -                        | -                        |
| Fricative laterale | -                              | -                              | -                              | -                              |                               |                               | ɬ                             | ɮ                             |                               |                               |                               |                               |                               |                               |                               |                               |                               |                               |                               |                          | -                        | -                        | -                        | -                        | -                        | -                        |
| Sonante laterale | -                              | -                              | -                              | -                              |                               | l̪                             |                               | l                             |                               |                               |                               |                               |                               | ɭ                             |                               | ʎ                             |                               | ʟ                             |                               |                          | -                        | -                        | -                        | -                        | -                        | -                        |
| Bătute laterale | -                              | -                              | -                              | -                              |                               |                               |                               | ɺ                             |                               |                               |                               |                               |                               |                               |                               |                               |                               |                               |                               |                          | -                        | -                        | -                        | -                        | -                        | -                        |
| Nazale |                                | m                              |                                | ɱ                              |                               | n̪                             |                               | n                             |                               |                               |                               |                               |                               | ɳ                             |                               | ɲ                             |                               | ŋ                             |                               | ɴ                        | -                        | -                        | -                        | -                        | -                        | -                        |
| Flux glotal (explozive și implozive) |                                |                                |                                |                                |                               |                               |                               |                               |                               |                               |                               |                               |                               |                               |                               |                               |                               |                               |                               |                          |                          |                          |                          |                          |                          |                          |
| Oclusive explozive | pʼ                             |                                |                                |                                |                               |                               | tʼ                            |                               |                               |                               |                               |                               | ʈʼ                            |                               | cʼ                            |                               | kʼ                            |                               | qʼ                            |                          |                          |                          |                          |                          | -                        | -                        |
| Fricative explozive | ɸʼ                             |                                | fʼ                             |                                |                               |                               | sʼ                            |                               | ʃʼ                            |                               | ɕʼ                            |                               | ʂʼ                            |                               | çʼ                            |                               | xʼ                            |                               | χʼ                            |                          |                          |                          |                          |                          | -                        | -                        |
| Implozive |                                | ɓ                              |                                |                                |                               |                               |                               | ɗ                             |                               |                               |                               |                               |                               |                               |                               | ʄ                             |                               | ɠ                             |                               | ʛ                        |                          |                          |                          |                          | -                        | -                        |
| Flux velar (clicuri) |                                |                                |                                |                                |                               |                               |                               |                               |                               |                               |                               |                               |                               |                               |                               |                               |                               |                               |                               |                          |                          |                          |                          |                          |                          |                          |
| Clicuri centrale | ʘ                              |                                |                                |                                | ǀ                             |                               |                               |                               |                               |                               | ǃ                             |                               |                               |                               | ǂ                             |                               | -                             | -                             | -                             | -                        | -                        | -                        | -                        | -                        | -                        | -                        |
| Clicuri laterale | -                              | -                              | -                              | -                              | -                             |                               | ǁ                             |                               |                               |                               |                               |                               |                               |                               |                               |                               | -                             | -                             | -                             | -                        | -                        | -                        | -                        | -                        | -                        | -                        |
| Articulații multiple |                                |                                |                                |                                |                               |                               |                               |                               |                               |                               |                               |                               |                               |                               |                               |                               |                               |                               |                               |                          |                          |                          |                          |                          |                          |                          |
| Fricativă postalveolovelară: ɧ | Fricativă postalveolovelară: ɧ | Fricativă postalveolovelară: ɧ | Fricativă postalveolovelară: ɧ | Fricativă postalveolovelară: ɧ | Sonantă labiovelară: w        | Sonantă labiovelară: w        | Sonantă labiovelară: w        | Sonantă labiovelară: w        | Sonantă labiovelară: w        | Sonantă labiovelară: w        | Sonantă labiovelară: w        | Fricativă labiovelară: ʍ      | Fricativă labiovelară: ʍ      | Fricativă labiovelară: ʍ      | Fricativă labiovelară: ʍ      | Fricativă labiovelară: ʍ      | Fricativă labiovelară: ʍ      | Fricativă labiovelară: ʍ      | Sonantă labiopalatală: ɥ      | Sonantă labiopalatală: ɥ | Sonantă labiopalatală: ɥ | Sonantă labiopalatală: ɥ | Sonantă labiopalatală: ɥ | Sonantă labiopalatală: ɥ | Sonantă labiopalatală: ɥ | Sonantă labiopalatală: ɥ |
| Legendă: |                                |                                |                                |                                |                               |                               |                               |                               |                               |                               |                               |                               |                               |                               |                               |                               |                               |                               |                               |                          |                          |                          |                          |                          |                          |                          |
| ■ Celulele gri corespund unor articulări considerate imposibile. ■ Celulele galbene corespund consoanelor din limba română. ■ Celulele crem indică alofone ale unor consoane din limba română. În perechile de consoane, cea din stânga este surdă, iar cea din dreapta este sonoră. |                                |                                |                                |                                |                               |                               |                               |                               |                               |                               |                               |                               |                               |                               |                               |                               |                               |                               |                               |                          |                          |                          |                          |                          |                          |                          |